# Danycan
Le Danycan est un sloop bermudien de course-croisière. Il a été construit en 1949 par le chantier Pierre Delmez-Constructions nautiques du Perreux-sur-Marne sur un plan de l'architecte naval Eugène Cornu.
Il fait l'objet d'un classement au titre des monuments historiques depuis le 28 mars 2011.

## Histoire
Ce sloop bermudien de 24 pieds est un classe III du RORC (Royal Ocean Racing Club). Il porte le nom d'une célèbre famille d'armateurs corsaires de Saint-Malo. À l'origine il possédait un moteur Couach BD1 de 5 ch.
Le Danycan connaîtra onze propriétaires antérieurs, dont le dernier qui le laissera à l'abandon.
Le propriétaire actuel rachète l'épave en 2008 pour en faire réaliser la restauration à sa configuration primitive. Avec l'aide de l'État, de la région Bretagne, du département du Finistère et de la commune de Crozon, le bateau rentre en chantier en 2009 à Camaret-sur-Mer. Il est pris en charge par les Charpentiers de marine camarétois ; les voiles sont réalisées par La Camarétoise et la motorisation par la société Morgat bateau services.
Sa remise à l'eau date de début 2013.

## Palmarès
C'est avec le comte Michel de Rosanbo, son quatrième propriétaire (1955 à 1964), que le Danycan se fera un impressionnant palmarès[Lequel ?].

## Voilure actuelle
- Grand-voile = 24,80 m2
- Génois = 23 à 27 m2
- Voile de Cape =  8,6 m2
- Foc = no 1 (21 m2), no 2 (14,6 m2), no 3 (9,2 m2)
- Tourmentin = 1,5 m2
- Spinnaker = 47 m2